# Szpital Ewangelicki w Warszawie

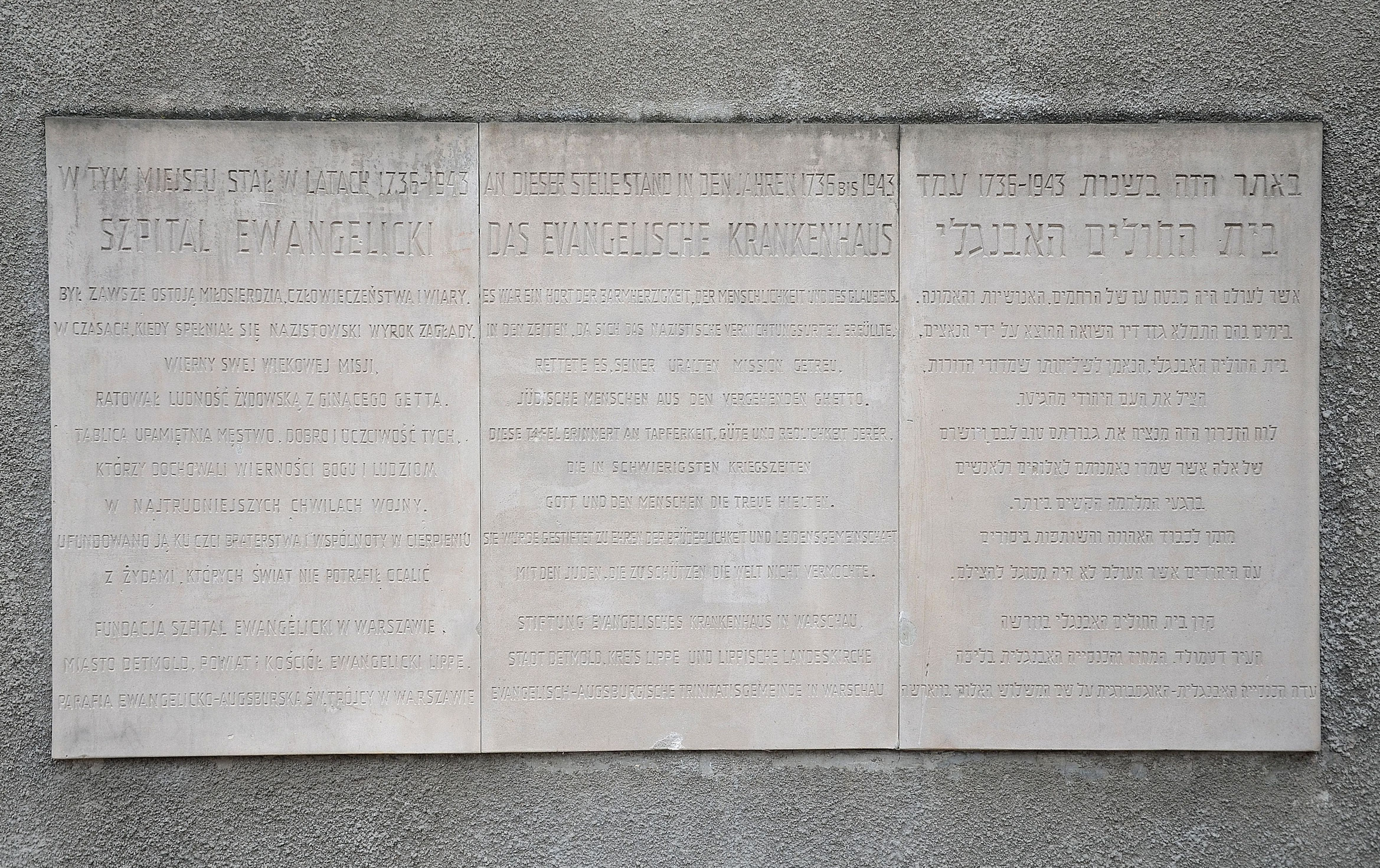
Tablica pamiątkowa na budynku, stojącym w miejscu szpitala

Szpital Ewangelicki w Warszawie – istniejący w latach 1736–1943 szpital, który znajdował się przy ulicy Karmelickiej 10 w Warszawie. Prowadzony był przez warszawską parafię ewangelicko-augsburską Świętej Trójcy.

## Opis
Szpital znajdował się u zbiegu ulic Karmelickiej i Mylnej na terenie pomiędzy dawnymi jurydykami Leszno i Nowolipie.
Oryginalnie powstał na wspólnym luterańsko-kalwińskim terenie. W domu mieszczącym się na terenie ówczesnego cmentarza, jedną z izb przeznaczono na salę dla przyjezdnych do Warszawy, którzy zachorowali. W 1792 cmentarz zlikwidowano i przeniesiono na ulicę Młynarską, a na uprzednio uporządkowanym terenie pocmentarnym w 1769 wzniesiono wspólnie ze zborem reformowanym nowy dom drewniany, specjalnie przeznaczony dla chorych. Dom ten w 1785 został rozbudowany od strony ul. Mylnej. W 1807 w wyniku decyzji sądu teren szpitala przypadł luteranom (pozostała część do dziś przynależy kalwinom, zob. parafia Ewangelicko-Reformowana na Lesznie). 
W latach 1835−1937 na nowo zakupionej przez zbór ewangelicki posesji, znajdującej się między ulicami Mylną i Nowolipie, wzniesiono nowy budynek szpitala. Nowo wybudowane skrzydło przylegało do kaplicy przycmentarnej. W 1867 doprowadzono oświetlenie gazowe, a w 1869 dwa wodociągi. Ich fundatorami był Michał Kazanowski. W 1893 za sprawą Artura Göbela powstał gmach szpitalny od ulicy Karmelickiej oraz nowa kaplica. W 1924 Emil Gerlach ufundował w szpitalu pracownię rentgenologiczną. W 1925 powstała siedziba Diakonatu dla około 30 wykwalifikowanych sióstr.
W czasie obrony Warszawy we wrześniu 1939 na terenie szpitala wybuchł pożar. Placówka uruchomiła swoją filię w hotelu Britania przy ul. Nowolipie 18.
W okresie okupacji niemieckiej szpital znalazł się na granicy getta.  W maju 1943, z powodu powstania w getcie, na rozkaz Niemców został przeniesiony do budynku Prywatnego 2-letniego Liceum Handlowego Żeńskiego H. Chanowskiej przy ul. Królewskiej 35.
W czasie powstania warszawskiego, 1 sierpnia 1944 roku, szpital stał się szpitalem powstańczym. Miał około 35 miejsc leżących. 6 sierpnia 1944 roku, po zniszczeniu budynku przy ul. Królewskiej, placówka została ewakuowana do budynku przy ul. Szpitalnej 5 (róg ul. Przeskok) i częściowo do budynku przy ul. Szpitalnej 8. We wrześniu 1944 roku szpital został ponownie przeniesiony, do kamienicy Jasieńczyka-Jabłońskiego przy ul. Mokotowskiej 12 (metodyści) i 16 (mieszkanie Kazimiery Kluczyńskiej). W drugiej połowie września w szpitalu zorganizowano oddział dla zakaźnie chorych. 3 października 1944 roku, po kapitulacji powstania, część chorych wraz z personelem i pastorem ks. Zygmuntem Michelisem znalazło się w obozie w Pruszkowie. skąd trafili do Milanówka.

## Upamiętnienie

### Tablica Nowolipie 9/11
Na budynku przy ulicy Nowolipie 9/11 (od strony ulicy Karmelickiej) znajduje się tablica upamiętniająca Szpital:

W tym miejscu stał w latach 1736-1943 Szpital Ewangelicki. Był zawsze ostoją miłosierdzia, człowieczeństwa i wiary w czasach, kiedy spełniał się nazistowski wyrok zagłady. Wierny swej wiekowej misji ratował ludność żydowską z ginącego getta. Tablica upamiętnia męstwo, dobro i uczciwość tych, którzy dochowali wierności Bogu i ludziom w najtrudniejszych chwilach wojny. Ufundowano ją ku czci braterstwa i wspólnoty w cierpieniu z Żydami, których świat nie potrafił ocalić. Fundacja Szpital Ewangelicki w Warszawie, Miasto Detmold, powiat i kościół ewangelicki Lippe, Parafia Ewangelicko-Augsburska św. Trójcy w Warszawie.

### Skwer Szpitala Ewangelickiego
Rada Warszawy 29 sierpnia na XVII sesji rady podjęła Uchwałę nr XVII/451/2019 w sprawie nadania nazwy skwer Szpitala Ewangelickiego terenowi zlokalizowanemu pomiędzy ulicami Nowolipie, Karmelicką i aleją „Solidarności”.

## Pracownicy (m.in.)
- Ferdynand Dworzaczek
- Władysław Stankiewicz
- Janusz Daab
- Tytus Chałubiński
- Franciszek Ludwik Neugebauer
- Zygmunt Michelis
- Adolf Wojciechowski